# João, o Reitor
João, o Reitor (em grego: Ἰωάννης ὁ ῥαίκτωρ; fl. 922-947) foi um oficial bizantino, que serviu como ministro chefe imperial (paradinástevo) no início do reinado do imperador Romano I Lecapeno (r. 920–944). Enfrentando acusações, ele deixou seu ofício e retirou-se para um mosteiro, mas permaneceu como confidente do imperador, por quem ele realizou uma delicada missão diplomática à Bulgária em 929. Ele é, provavelmente, um dos conspiradores que em 947 pretendia depor Constantino VII Porfirogênito (r. 913–959) e restaurar o filho de Romano, Estêvão Lecapeno, ao trono.

## Vida

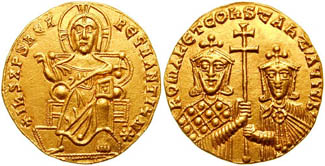
Soldo de r. e r.

João é mencionado pela primeira vez em 922, no rescaldo da conspiração fracassada contra o imperador Romano I Lecapeno (r. 920–944) e seu colega júnior Constantino VII Porfirogênito (r. 913–959). Naquele tempo, ele era um presbítero, mantinha o título de reitor, e era um conselheiro chefe (paradinástevo) de Romano. No rescaldo da revelação da conspiração pelo servo de um dos conspiradores, ele levou o servo para a residência imperial. Além disso, ele conseguiu com sucesso a promoção de Constantino Lorícato, o protocárabo (capitão do drómon imperial) e leal partidário de Romano, ao posto de protoespatário da vasilha, que teria sido mantido até então por um dos homens envolvidos na conspiração.
Na primavera de 922, ele foi enviado, junto com o almirante Aleixo Mosele, o doméstico das escolas Potos Argiro e seu irmão Leão Argiro, para confrontar uma invasão búlgara sob Caucano e Menico. Na resultante batalha de Pegas, próximo a Constantinopla, João fugiu do campo de batalha quase imediatamente e procurou refúgio abordo de uma nau próxima, enquanto a batalha resultou em uma fuga dos bizantinos, que perderam muitos homens e oficiais, tanto mortos como cativos. Logo depois, acusações inespecíficas foram trazidas contra ele diante de Romano. Fingindo estar doente, ele deixou o palácio imperial e retirou-se para um mosteiro por ele fundado, próximo a Galacrenas. Ele foi sucedido como paradinástevo por Nicolau.

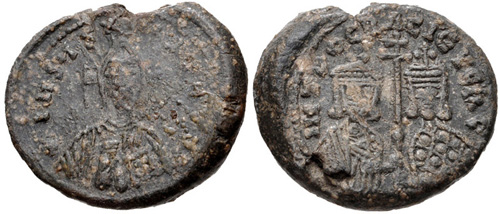
Selo do imperador r. com Irene Lecapena r.

Apesar das acusações e dele ter se tornado monge, João parece ter mantido a confiança de Romano, já que provavelmente em 929 ele foi enviado em uma missão diplomática à Bulgária. Oficialmente sua missão era auxiliar na reconciliação do imperador Pedro I (r. 927–969) com seu jovem filho João, que tinha sem-sucesso se revoltado contra ele e tinha sido forçado a se tornar monge, mas na realidade era para Reitor levar João para Constantinopla. Tão logo quando João estava em Constantinopla, ele abandonou seu hábito monástico e casou-se com uma nobre bizantina. Reitor e o filho mais velho e coimperador de Romano, Cristóvão (r. 921–931), foram testemunhas na cerimônia.
João pode provavelmente ser identificado com o João, o Reitor que em dezembro de 947, fez parte de uma conspiração falha para depor Constantino, agora imperador único, e restaurar o filho mais jovem de Romano, Estêvão Lecapeno, ao trono. Os conspiradores foram variadamente cegados, suas orelhas e narizes foram cortados, foram publicamente humilhados através das ruas da capital e então exilados.